# Пантанал
Пантанал (порт. Pantanal, МФА: [pɐ̃taˈnaw]) — найбільша у світі область боліт, плаский ландшафт з численними річками та мілкими озерами. Назва регіону походить від португальського слова pântano — «болото». Розташований у Південній Америці, здебільшого на території бразильських штатів Мату-Гросу і Мату-Гросу-ду-Сул. Незначна його частина розташована на території Болівії та Парагваю. У цілому Пантанал вкриває територію приблизно у 190 тис. км².
Пантанал затоплюється протягом сезону дощів, водою вкривається понад 80 % його території. Тут росте величезна кількість видів прісноводних рослин. Вважається, що Пантанал є екосистемою з найвищою у світі щільністю флори та фауни. Екосистема Пантанала повільно переходить в екосистему дощових лісів Амазонії, вона окрема та унікальна, та складає дуже цікаву частину неотропіків.

## Географія
Пантанал — величезний дуже слабко нахилений резервуар, який отримує дощову воду з прилеглих гірських областей (Плато Мату-Гросу), і поволі випускає її через єдиний водостік — річку Парагвай. Ця формація є результатом доандійської депресії земної кори, що має відношення до Андійської орогенії Третинного періоду. Він являє собою величезну внутрішню річкову дельту, у якій зливаються кілька річок, що стікають з навколишніх плато, та залишають осадові породи, які заповнюють всю область депресії.
Пантанал оточений сухими лісами Чикітано на заході та на північному заході, сухими лісами Чако на південному заході та вологими лісами Чако на півдні. Савани межують з Пантаналом на півночі, сході та південному сході.
Щорічна кількість опадів у Пантаналі становить 1 000-1 400 мм, його середня температура близько 25 °C, хоча температури можуть коливатися від 0 до 40 °C.

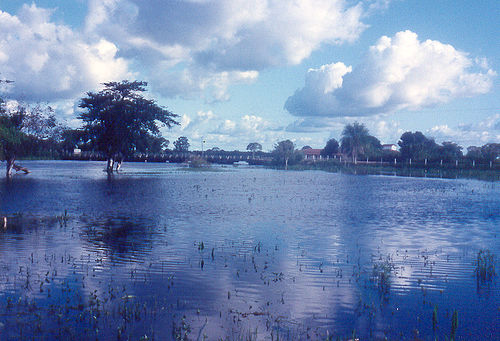
Пантанал під час повені, з приватною фазендою (маєтком) на задньому плані.

Протягом дощового сезону (від грудня до травня), рівень води у Пантаналі підіймаються більш ніж на три метри. Так само як річкові повені на Нілі раніше залишали родючу землю, значне підвищення рівня води протягом дощового сезону залишає у Пантаналі багато поживних речовин, якими потім живиться величезна кількість видів рослин та тварин. Люди використовують цю територію дуже інтенсивно, приблизно 99 % території Пантаналу перебуває у приватній власності та використовується для сільського господарства, зокрема тваринництва. В регіоні є близько 2500 фазенд (приватних господарств), які тримають близько 8 млн голів великої рогатої худоби.
Пантанал — це природна система очищення води. Він поставляє чисту воду до сусідніх областей, видаляючи хімічні речовини та інші забрудники з води, що протікає крізь нього. Проте, коли ця система перевантажується, потерпає вся екосистема. Індустріальний розвиток (особливо видобуток золота) вже є причиною таких проблем.

## Флора і фауна

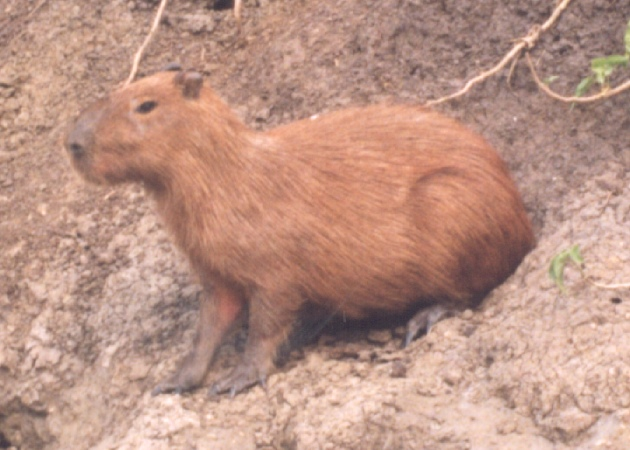
Капібара

Біологічне різноманіття регіону надзвичайно багате. Тут живуть близько 3500 видів рослин, 400 видів риб, 650 видів птахів, 100 видів ссавців і 80 видів плазунів.
На території Пантанала ростуть рослини, характерні для трьох різних районів: амазонського лісу, серрадо і чако. Протягом сухого сезону, який відбувається узимку, луки жовтіють, а температура інколи опускається майже до нуля під дією вітрів, що дують з півдня континенту. Рослинність Пантаналу не однорідна та дуже відрізняється залежно від висоти. У найнижчих частинах переважають трави. Рослинність серраду з деревами середньої висоти та чагарниками займає середній рівень. Кілька метрів вище рівня повеней знаходяться ділянки лісу, з великими деревами, такими як акація, табебуйя та бразильський перець. На найбільших висотах клімат сухіший, пейзаж нагадує каатингу, а рослинність представлена такими видами як макандру, піува (рослина, схожа до акації з рожевими або жовтими квітками), пальми, орхідеї та фігові дерева. У річках та озерах багато водних рослин, таких як гігантські двометрові лілії.
Серед плазунів водяться каймани (яких там за деякими оцінками до 10 млн) і багато видів змій, наприклад, гігантський пітон. Серед ссавців — Ptenorura brasiliensis, тапір (Tapirus terrestris), ягуар (Panthera onca palustris), кавія, голкошерсти, капібара та велике різноманіття мавп.
На Пантаналі гніздяться сотні видів птахів: ібіси, лелеки, чаплі, ябіру, косар рожевий, пелікани, папуги та яструби. З Північної Америки сюди прилітають зимувати мільйони перелітних птахів.

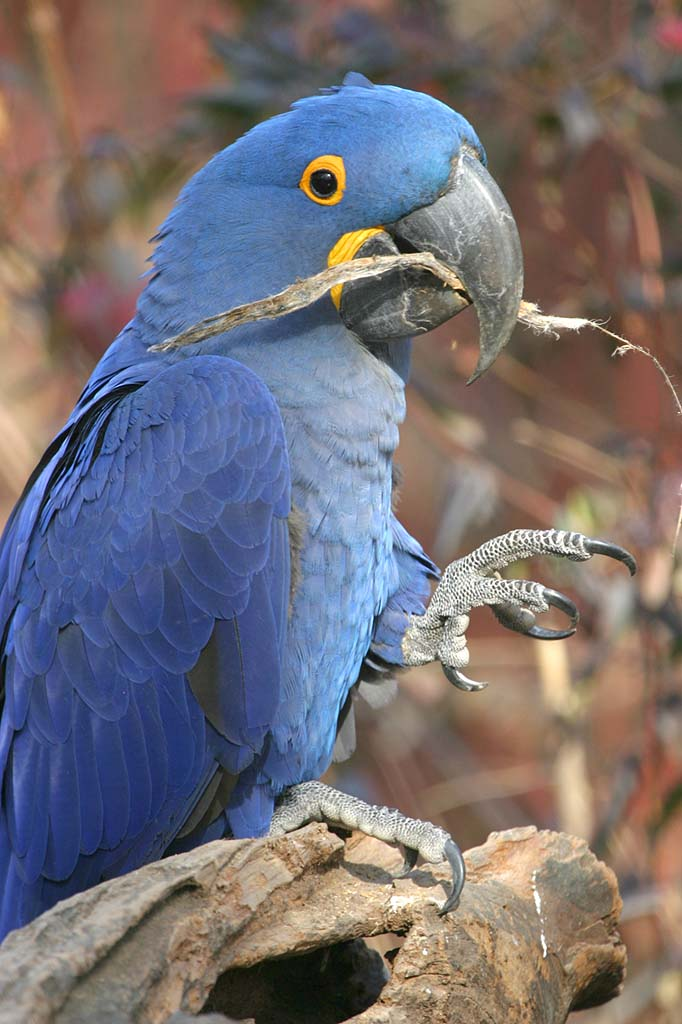
Ара гіацинтовий

Фауні Пантанала загрожують зайняття території під сільське господарство та контрабанда тварин. Гаучо помилково вважають, що ягуари влаштовують різанину їх рогатої худоби. Втім, внаслідок зниження попиту на дамські крокодилові сумочки в Європі та США кайман тимчасово вийшов з-під загрози вмирання. Оцелот, проте, все ще є дуже популярною жертвою мисливців. Любителі кліткових птахів готові платити будь-яку ціну за гіацинтового ару, найбільшого з південноамериканських папуг. Протягом 1980-х років 10 000 гіацинтових ару було відловлено та продано. Зараз їх залишилося лише близько 3 тис. Оскільки тропічні ліси також перебувають в небезпеці, то сумнівно, чи цей птах зможе вижити.
Іншими загрозами є контроль рівня води з метою не затоплювати частину сільськогосподарських земель, та прокладення каналів, що завдає великого збитку екосистемі, знищуючи водні рослини та риб. Економічний розвиток приводить до прокладення нафтопроводів. План поглиблення річки Парагвай, щоб дозволити океанським суднам заходити далеко в середину країни, матиме серйозні наслідки для екосистеми, впливаючи на цикли повеней і стоку води.

## Природоохоронні території

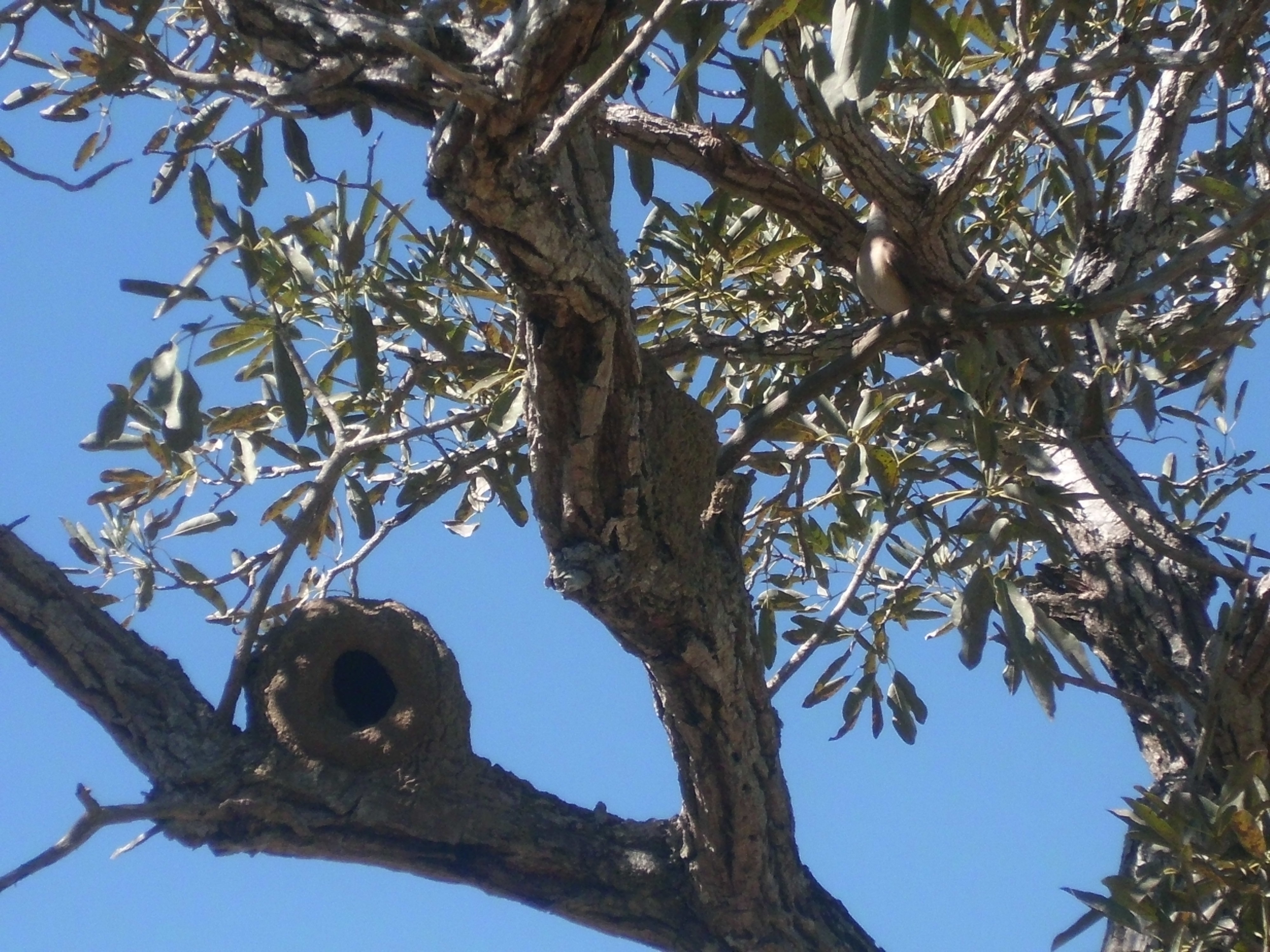
Типовий вид Пантанала

### Національний парк Пантанал-Мату-Гросу
Частина бразильського Пантаналу охороняється у національному парку Пантанал-Мату-Гросу. Він займає площу за 1350 км² та був заснований у вересні 1981 року. Парк розташований в муніципалітеті Поконе в штаті Мату-Гросу, між затокою Сан-Маркус та гирлом річки Гурупі.

### Приватний природний резерв SESC Пантанал
Приватний природний резерв SESC Пантанал (Reserva Particular do Patrimonio Natural SESC Pantanal) — бразильський природний резерв, що знаходиться у приватній власності, був заснований в 1998 році та вкриває площу 878,7 км². Він розташований в північно-східній частині Пантанала біля національного парку Пантанал-Мату-Гросу та відомій як «Поконійський Пантанал». Це територія злиття кількох постійних річок та сезонних потоків, постійних та сезонних прісноводих озер, кущів, що превалюють над заболоченими землями, і лісів, що затоплюються протягом дощового сезону. Незважаючи на приватну власність, резерв зараз повністю і виключно присвячений збереженню природи.